# Asz-Szadżar
Asz-Szadżar (arab. الشجر) – wieś w Syrii, w muhafazie Hama. W 2004 roku liczyła 941 mieszkańców.